# ميل مي-32

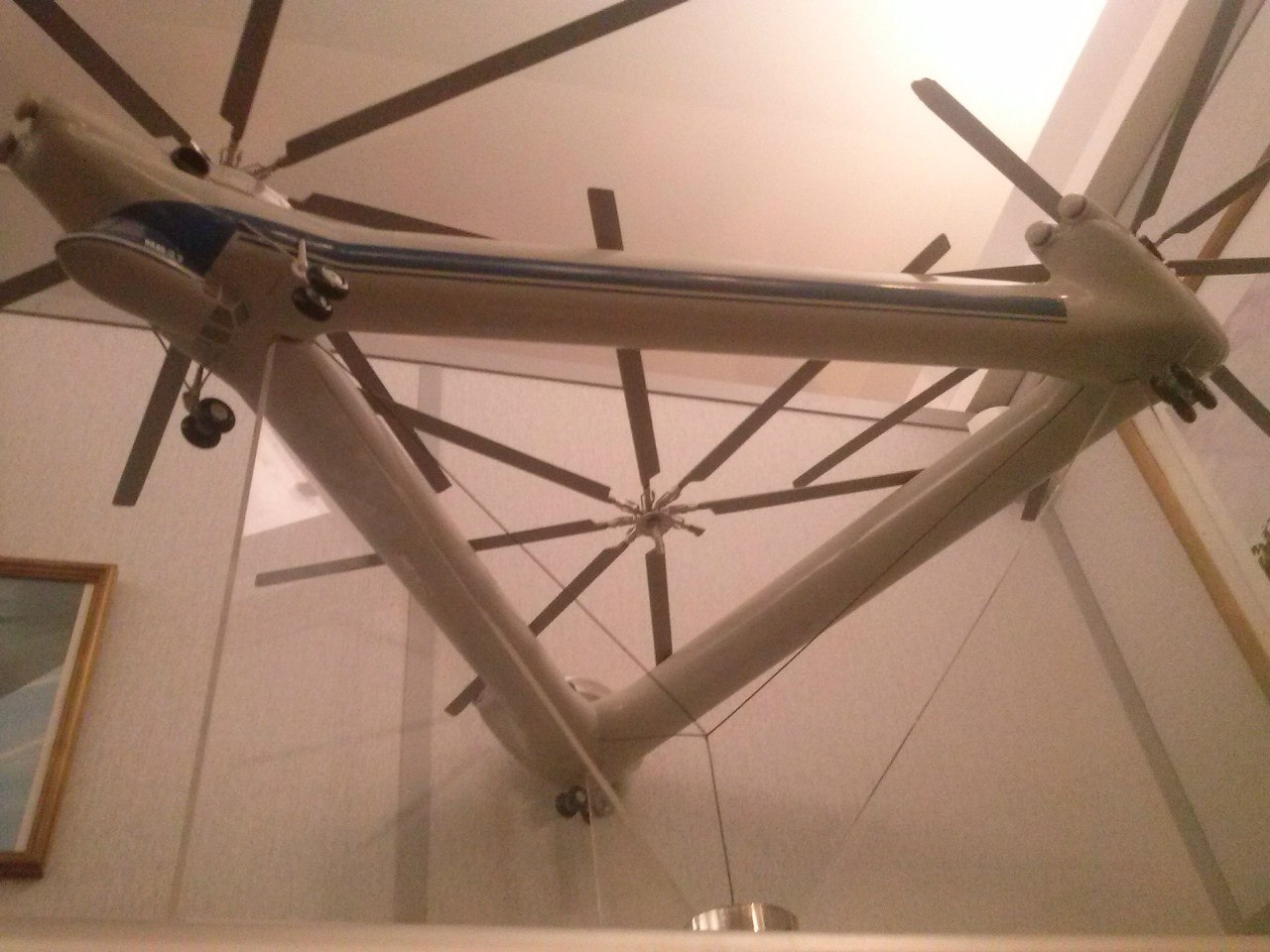

كانت ميل مي-32 مروحية مفاهيمية طُورت بواسطة الاتحاد السوفيتي السابق عام 1982م. كانت مجهزة بثلاث دوارات بمحركين يقودان كل دوار. كان هذان المحركان نفس المحركين الذين وجدوا في الناقلة الصغيرة ميل مي-26.